# Get Your Kicks
Get Your Kicks (с англ. — «Получите удовольствие») — дебютный альбом немецкого поп-певца Fancy, выпущенный в 1985 году под лейблом Metronome Records. Продюсером альбома стал Энтони Моон. Так же Моон является автором песен для альбома. В написании композиции Blood & Honey принимала участие известная певица Аманда Лир.
С альбома было выпущено 5 синглов — «Slice Me Nice», «Chinese Eyes», «Get Lost Tonight», «L.A.D.Y.O.» и «Check It Out», первые два из которых стали хитами.
В целом альбом получил положительные отзывы поклонников, несмотря на то, что альбом добился, по сравнению с синглами, слабых результатов - 13 место в Швеции и 13 в Швейцарии.
Get Your Kicks стал первым альбомом в стиле итало-диско, композиции с которого смогли попасть в американские чарты.

## История создания
В начале 80-х годов певец Манфред Зегит решил начать исполнять песни в стиле итало-диско. Но самостоятельно взяться за это дело он не решился, поэтому попросил своего друга Тода Кэннеди написать для него песню. Он согласился и через некоторое время, пользуясь синтезатором Yamaha GX7, подаренным другом Манфреда Джорджо Мородером, написал песню под названием «Slice Me Nice», которая стала первым синглом 1984 года нового проекта под названием Fancy. Продюсером сингла стал Энтони Моон.
После успеха первой песни в том же году вышла композиция «Chinese Eyes», которая стала первой песней в стиле итало-диско, попавшей в американский танцевальный чарт. Кроме того она так же заняла высокие места в Германии, Австрии и Швейцарии.
После в 1985 году вышли синглы «L.A.D.Y.O.» и «Check It Out», который занял 13 место в американских чартах.
Несмотря на успех синглов с альбома, сам дебютный альбом певца не достиг такой популярности, заняв 13 места в Швеции и Швейцарии.

## Трек-лист
| №                   | Название            | Длительность |
| ------------------- | ------------------- | ------------ |
| 1.                  | «Chinese Eyes»      | 4:24         |
| 2.                  | «Colder Than Ice»   | 4:06         |
| 3.                  | «Get Your Kicks»    | 5:50         |
| 4.                  | «L.A.D.Y.O»         | 4:25         |
| 5.                  | «Get Lost Tonight»  | 4:25         |
| 6.                  | «Slice Me Nice»     | 4:20         |
| 7.                  | «Check It Out»      | 6:00         |
| 8.                  | «Blood And Honey»   | 6:13         |
| 9.                  | «In Shock»          | 5:40         |
| Общая длительность: | Общая длительность: | 57:08        |

## Позиции в чартах
| Страна                          | Позиция |
| ------------------------------- | ------- |
| Швеция (Sverigetopplistan)      | 13      |
| Швейцария (Schweizer Hitparade) | 13      |

## Участники записи

### Музыканты
- Fancy — вокал
- Клаудия Шварц — бэк-вокал
- Бриджит Петеррейт — бэк-вокал
- Питер Бишоф — бэк-вокал
- Джерри Рикс — бэк-вокал

### Авторы песен
- Fancy — автор песен (Check It Out; In Shock)
- Энтони Моон — автор песен (все песни кроме Slice Me Nice, Chinese Eyes, In Shock)
- Стивен Гилл — автор музыки (Colder Than Ice)
- Ричард Палмер-Джеймс — автор музыки (Get Your Kicks; In Shock)
- Шейн Демпси — автор музыки (L.A.D.Y.O; Check It Out)
- Тодд Кэннеди — автор песен (Slice Me Nice, Chinese Eyes)
- Аманда Лир — автор музыки (Blood and Honey)

## Синглы
- 1984 «Slice Me Nice» (Германия — #11, Австрия — #2, Швеция — #7, Швейцария — #9)
- 1984 «Chinese Eyes» (Германия — #9, Австрия — #17, Швейцария — #9, Франция — #82, Американский танцевальный чарт — #2)
- 1984 «Get Lost Tonight» (Германия — #31, Швейцария — #19)
- 1985 «L.A.D.Y.O.»
- 1985 «Check It Out» (Американский танцевальный чарт — #13)

## Клипы
- Slice Me Nice
- Chinese Eyes
- Get Lost Tonight